# آلین کالاندرینی
آلین کالاندرینی (انگلیسی: Alline Calandrini؛ زادهٔ ۸ مارس ۱۹۸۸) بازیکن فوتبال اهل برزیل است.
از باشگاه‌هایی که در آن بازی کرده‌است می‌توان به باشگاه فوتبال سانتوس اشاره کرد.
وی همچنین در تیم ملی فوتبال زنان برزیل بازی کرده‌است.